# Площадь Испании (Хагатна)
Площадь Испании (исп. Plaza de España) — площадь, расположенная в центральной части Хагатны, административного центра острова Гуам (неинкорпорированная организованная территория США), где во времена испанского правления на острове располагался дворец губернатора.
В 1974 году площадь была введена в Национальный реестр исторических мест США.

## История
Площадь сильно пострадала во время Второй мировой войны.
В одной части находится современный Музей Гуама, а в другой расположены испанский каменный мост Сан-Антонио, статуя русалки Сирены. Кроме того, на ближайшей горе остались части испанского форта Апуган, а также кафедральный собор Сладчайшего Имени Марии.

### Музей Гуама
Музей Гуама, расположенный рядом с собором Сладчайшего Имени Марии, был основан в 1932 году в небольшом здании на площади, которое было полностью разрушено во время бомбардировок острова в 1944 году. Позже, в 1954 году, музей был вновь открыт в Садовом доме (Garden House) на площади Испании. В 1962 году тропический шторм — тайфун Карен разрушил здание музея. В 1970—1980-х годах экспозиция музея размещалась в отремонтированном Садовом доме и в Публичной библиотеке Гуама. В 2005 году правительством Гуама было принято решение о строительстве нового здания для музея.

### Собор Сладчайшего Имени Марии
Католический собор Сладчайшего Имени Марии — это кафедральный собор архиепархии Аганьи. С 1965 года имеет статус малой базилики. Собор расположен на восточной стороне площади Испании. Освящённая 2 февраля 1669 года церковь состояла из деревянной часовни, вокруг которой со временем были построены другие здания, а также Губернаторский дворец. Церковь была разрушена во время Второй мировой войны. Современный собор здесь был построен в 1959 году.